# Benjamin F. Shively
Benjamin Franklin Shively, född 20 mars 1857 i St. Joseph County, Indiana, död 14 mars 1916 i Washington, D.C., var en amerikansk politiker. Han representerade delstaten Indiana i båda kamrarna av USA:s kongress, först i representanthuset 1884-1885 samt 1887-1893 och sedan i senaten från 1909 fram till sin död.
Shively arbetade som lärare 1874-1880 och sedan som journalist 1880-1884. Han valdes 1883 till National Anti-Monopoly Associations sekreterare. Organisationen övergick 1884 till en ny partibildning på nationell nivå, Anti-Monopoly Party. Monopolmotståndarna hade redan tidigare haft partier på delstatsnivå i Kalifornien såväl som i New York och Newton Booth hade en gång, 1875, blivit invald i senaten. Det nya partiet förespråkade direkta folkval av senatorer, progressiv beskattning, fackföreningarnas juridiska rättigheter och antitrustlagar. Den nya nationella partibildningen blev mycket kortvarig men som resultat åstadkom den en valseger i ett kongressval. Kongressledamoten William H. Calkins nämligen avgick 1884 och Shively vann fyllnadsvalet som Anti-Monopoly Partys kandidat. Han var sedan kongressledamot i fyra månader.
Shively avlade 1886 juristexamen vid University of Michigan. Han bytte parti till demokraterna. George Ford som hade efterträtt Shively som kongressledamot bestämde sig för att inte kandidera till omval i kongressvalet 1886. Shively nominerades av demokraterna och han vann valet. Han omvaldes 1888 och 1890. Shively bestämde sig för att inte kandidera till omval i kongressvalet 1892 och demokraterna nominerade Charles Gerard Conn i stället. Conn, som hade grundat företaget C.G. Conn, en tillverkare av bleckblåsinstrument, efterträdde 1893 Shively som kongressledamot.
Shively förlorade guvernörsvalet i Indiana 1896 mot republikanen James A. Mount. Han kandiderade sedan 1906 till representanthuset utan framgång. Till sist besegrade han sittande senatorn James A. Hemenway i senatsvalet 1909. Han omvaldes 1914 i ett direkt folkval och avled ett och ett halvt år senare i ämbetet.
Shivelys grav finns på Brookville Cemetery i Jefferson County, Pennsylvania.